# Usina Hidrelétrica Governador Ney Aminthas de Barros Braga
A Usina Hidrelétrica de Segredo (Governador Ney Aminthas de Barros Braga) é uma usina da Companhia Paranaense de Energia - COPEL, localizada no Rio Iguaçu, nos municípios de Mangueirinha em divisa com o município de Reserva do Iguaçu, na região sudoeste do estado do Paraná.

## Características
Inaugurada em 1992, é a segunda maior usina da Copel em capacidade instalada (a primeira é Bento Munhoz (Foz do Areia)), com 1260 MW de potência instalada, apenas 20 MW a mais que a Salto Caxias.
A Usina Hidrelétrica Governador Ney Aminthas de Barros Braga foi a primeira usina hidrelétrica do Brasil a ter um projeto de impacto ambiental. Outro dado curioso é que esta usina usa de um artifício inovador para aumentar a sua capacidade de produção de energia. Como o local onde ela está instalada fica a apenas 2 km do local onde o rio Jordão deságua no rio Iguaçu, a Copel criou uma segunda barragem no rio Jordão e construiu um túnel de 4703 m de comprimento e 9,5 m de diâmetro para interligar as duas barragens. Esta obra acrescentou cerca de 10% a mais de capacidade de produção de energia para a usina. 
A barragem principal da Usina Ney Braga tem um comprimento de 700 m e impressionantes 145 m de altura. O nível do reservatório fica a aproximadamente 640 m de altitude. As unidades geradoras são em número de quatro, cada qual com 315 MW de potência.
No dia 15 de abril de 2015 ocorreu um acidente na usina que culminou em um vazamento de óleo que atingiu o rio Iguaçu. Por conta do acidente, a produção de energia precisou ser interrompida e só foi retomada depois da limpeza.
Desde de 2025, a usina está em fase de ampliação, podendo aumentar sua capacidade e chegar a 2.526 megawatts (MW) de potência.